# Christmas Evil
Christmas Evil (alte denumiri: You Better Watch Out sau Terror in Toyland) este un film de Crăciun american slasher din 1980 regizat de Lewis Jackson. Rolurile principale au fost interpretate de actorii  Brandon Maggart, Jeffrey DeMunn, Dianne Hull și Andy Fenwick.  Acesta este considerat un film obscur, dar a devenit un film idol datorită implicării în acest proiect a regizorului de filme  John Waters.

## Prezentare
Un ucigaș psihopatic își petrece vacanta ca Moș Crăciun pedepsind obraznici.

## Distribuție
- Brandon Maggart - Harry Stadling
- Jeffrey DeMunn - Philip Stadling
- Dianne Hull - Jackie Stadling
- Andy Fenwick - Dennis Stadling
- Brian Neville - Marc Stadling
- Joe Jamrog - Frank Stoller
- Peter Neuman - Moss Garcia
- Lance Holcomb - Scotty Goodrich
- Elizabeth Ridge - Susie Lovett
- Chris Browning - Richie Sharp
- Tyrone Holmes - Frankie
- Patricia Richardson - Mrs. Garcia
- Wally Moran - Young Philip Stadling
- Gus Salud - Young Harry Stadling
- Ellen McElduff - Mrs. Stadling
- Brian Hartigan - Mr. Stadling